# Semantisches Objektmodell
Das Semantische Objektmodell (SOM) ist eine Methodik zur konzeptionellen Modellierung von Typen betrieblicher Systeme. Bisher gibt es keine Referenz in der nationalen oder internationalen Standardisierung.

## Herkunft
Das Projekt SOM wurde als querschnittliches, permanentes Forschungsprojekt gemeinsam von den Lehrstühlen von Otto K. Ferstl und Elmar J. Sinz an der Otto-Friedrich-Universität Bamberg durchgeführt, die auch die initialen Forschungsarbeiten in den 1990er-Jahren durchführten; aus ihm stammen wesentliche Grundlagen für das Methodenkonzept der „Bamberger Wirtschaftsinformatik“.
Die SOM-Methodik unterscheidet drei Modellebenen eines betrieblichen Systems:
- den strategischen Unternehmensplan (Außenperspektive),
- die operationellen Geschäftsprozessmodelle von Prozesstypen (Innenperspektive) und
- die Spezifikationen zur Implementierung von Anwendungssystem (Ressourcenperspektive).

Die Modellebenen sind verallgemeinernd durch je eine spezifische Metapher und entsprechende Metamodelle definiert. Zum Beispiel werden Geschäftsprozesse auf Aufgabenträgerebene als verteilte Systeme modelliert, bestehend aus Objekten, die sich untereinander in Bezug auf eine gemeinsame operationelle Zielsetzung mittels autonomem Verhandlungsprinzip oder nach geschlossenem Regelungsprinzip koordinieren.

## Methodiken
Zum Aufbau eines Semantischen Objektmodells wurden mehrere Methodiken angewendet:
- Mittels der Unternehmensarchitektur[3][4] wird eine Systemdekomposition (Zerlegung der Komplexität bis zur Beherrschbarkeit) vorgenommen.
- Das Vorgehensmodell[5] beschreibt die Entwicklungsrichtung beim Aufbau der Unternehmensarchitektur sowie die verwendeten Sichten und deren Anwendung.
- Die Koordinationsprinzipien[6] werden zur Darstellung der kybernetischen Zusammenhänge in der Unternehmensarchitektur herangezogen.
- Das Objektsystem ist Gegenstand der Modellierung im SOM. Es besteht aus interagierenden, autonomen und lose gekoppelten betrieblichen (Diskurswelt und relevante Umwelt) Objekten.

### Unternehmensarchitektur
|                           | 1. Modellebene | 2. Modellebene | 3. Modellebene |
| ------------------------- | --- | --- | --- |
| Name                      | Unternehmensplan | Geschäftsprozesse | Ressourcen |
| Abbildungsperspektive     | Außenperspektive | Innenperspektive | Innenperspektive |
| Differenzierung           | keine Trennung von Aufgabenebene und Aufgabenträgerebene | ausschließlich Aufgabenebene | ausschließlich Aufgabenträgerebene |
| Betrachtungs- kategorien  | Unternehmensplan | Geschäftsprozess | Aufbauorganisation, Anwendungssysteme, IT-Infrastruktur, Maschinen und Anlagen |
| Betrachtungs- gegenstände | 1. Festschreibung der Unternehmensaufgabe 2. Definition initialer Ziele (Sachziele und Formalziele) 3a. Analyse der Umwelt auf exogene Erfolgsfaktoren (Chancen und Risiken) 3b. Analyse der Diskurswelt auf endogene Erfolgsfaktoren (Stärken und Schwächen) 4a. Unternehmensstrategie 4b. Marktstrategie 4c. Formalstrategie 5a. Definition der Leistungs- beziehungen 5b. Definition der Wert- schöpfungsketten 5c. Festlegung konkreter Ziele 6a. Entwicklung von Strategien 6b. Definition von Ressourcen | 1. Spezifikation von Lösungsverfahren zur Umsetzung des Unternehmensplans 2. Detaillierung der Leistungsbeziehungen 3. Verfeinerung der Wertschöpfungsketten zu Geschäftsprozessen 4a. Darstellung des Beitrags zur Sachziel- erfüllung durch Geschäftsprozesse 4b. Darstellung der Unterstützung von Formalzielen, Erfolgs- faktoren und Strategien durch Geschäftsprozesse 5. Aufdeckung der Lenkung von Geschäftsprozessen | 1. Verfeinerung der im Unternehmensplan definierten Ressourcen 2. Aufbauorganisation zur Darstellung der Personal- ressourcen 3a. fachliche Spezifikation der Anwendungssysteme (als objektorientierte oder objektintegrierte verteilte Anwendungssysteme) und ihrer Integration in die An- wendungssystemarchitektur 3b. Ausweisung der Beziehungen zwischen Anwendungssystemen und Geschäftsprozessen 4. Definition der IT-Infra- struktur 5. technische Spezifikation von Maschinen und Anlagen |

### Vorgehensmodell
|                               | 1. Modellebene   | 2. Modellebene           | 3. Modellebene              |
| ----------------------------- | ---------------- | ------------------------ | --------------------------- |
| Name                          | Unternehmensplan | Geschäftsprozesse        | Ressourcen                  |
| strukturorientierte Sichten   | Objektsystem     | Interaktions-Schema      | konzeptuelles Objekt-Schema |
| verhaltensorientierte Sichten | Zielsystem       | Vorgangs-Ereignis-Schema | Vorgangs-Objekt-Schema      |

### Koordinationsprinzipien
In Systemen nach dem Semantischen Objektmodell wird die Koordination zwischen den zielgerichteten Objekten, insbesondere zwischen den Objekten der Geschäftsprozesse, entweder durch
- eine Methode nach dem Regelungsprinzip (hierarchische Koordination) mit vorwärtsgerichteten (feed forward) Steuertransaktionen und rückmeldenden (feedback) Kontrolltransaktionen wirken, also das gegebene Regelstreckenobjekt und ein hinzugefügtes Reglerobjekt fest koppeln oder
- eine Methode nach dem Verhandlungsprinzip (nicht-hierarchische autonome Koordination) mit Anbahnungs-, Vereinbarungs- und Durchführungstransaktionen, also mit autonomen Agenten und einer zusammenhängenden Zielsetzung

abgebildet.

### Objektsystem
Das Objektsystem als offenes (interagiert mit der Umwelt) und zielgerichtetes System beinhaltet die im SOM betrachteten Objekte der Diskurswelt und der relevanten Umwelt.
Beispiele dafür sind Aufgabenobjekt (Gegenstand, an dem eine Verrichtung durchgeführt wird), Aufgabe (eine Verrichtung) und Aufgabenträger (personelle oder technische Ressource zur Aufgabenerfüllung).

## Werkzeugunterstützung und Verbreitung in der Praxis
Das Semantische Objektmodell wird hauptsächlich in Lehre und Forschung eingesetzt und hat kaum praktische Verbreitung erlangt. Wesentliche Ursache dafür ist die fehlende Verfügbarkeit einer Software zum praktischen Einsatz des SOM.
Die beiden auf C++ basierenden Umsetzungen des SOM durch Software, SOM-V3 und SOMpro der SFB Solutions For Business GmbH, wurden wegen der geringen Verbreitung und des hohen Pflegeaufwandes aufgegeben.
Seit 2014 wurde intensiv an der Umsetzung eines Modellierungswerkzeugs für die SOM-Methodik, basierend auf der ADOxx Metamodellierungsplattform gearbeitet. Das entstandene Tool ist frei verfügbar im Rahmen des Open Models Initiative Laboratory (OMiLAB). Das Tool wird seit seiner Veröffentlichung in Lehrveranstaltungen zu Geschäftsprozessmodellierung und Unternehmensmodellierung an der Universität Bamberg, der Virtuellen Hochschule Bayern und der Universität Wien eingesetzt.

## Kritik
Eine Untersuchung zur vollständigen und wirklichkeitsgetreuen Abbildung der Realität durch SOM kam zu dem Ergebnis, „dass das SOM eine hohe ontologische Abdeckung besitzt, aber auch vereinzelte ontologische Defizite aufweist“.
Im Vergleich zu anderen Ansätzen der Unternehmensabbildung zeigt SOM Stärken bei der wissenschaftlichen Untermauerung der angewendeten Methodiken und Schwächen in der praktischen Anwendbarkeit aufgrund seiner Komplexität sowie im Umfang der darstellbaren Aspekte.
Im Gegensatz zu Verfahren der Modellierung nach den Konzepten der Petri-Netze liefern die bisherigen Ansätze mit SOM keine bekannten Werkzeuge der syntaktischen und/oder semantischen Prüfung oder zur analytischen Modellierung, anders als beschrieben beispielsweise mit
- ECNO[10] (Event Coordination Notation nach Kindler, 2014), oder mit
- ProM[11] (Process Mining, Workflow Patterns nach vanderAalst, ProM Framework).

Das faktische Beschränken des Konzepts auf Modelltypen ohne Abstraktionsansatz für das Instanziieren von Modellvarianten oder für einzelne Modellinstanzen erlaubt die Verwendung bisher ausschließlich in wenig flexibel organisierter Prozessumwelt.
Der Aufwand der Modellierung und der Pflege steigt unweigerlich mit der Komplexität und allemal mit der Verwendung für variante Instanzen des Modells exponentiell an.